# Marianne (Briefmarkenserie)

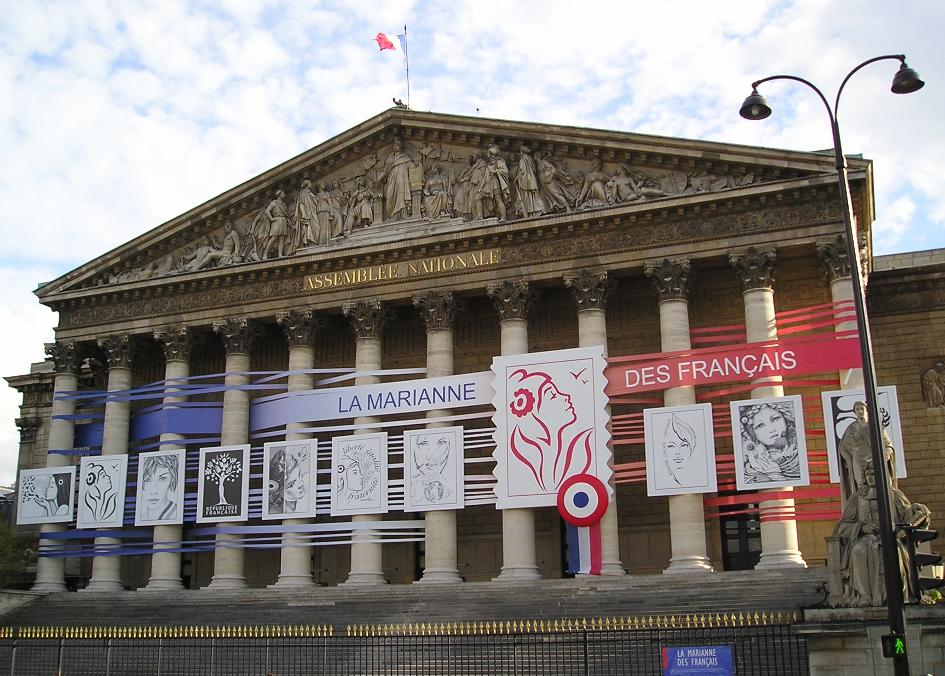
Vorstellung der Konkurrenzentwürfe für die Ausgabe „Marianne des Français“ an der Fassade des Palais Bourbon im Sommer 2004. Der Siegerentwurf hebt sich von den anderen durch eine größere Darstellung ab.

Die französische Nationalfigur und die Allegorie der Französischen Revolution Marianne ist Motiv mehrerer Serien von Briefmarken, die seit 1944 erschienen sind. Gemeinsam ist ihnen die Darstellung eines Frauenkopfes, zumeist mit einer phrygischen Mütze, die auch schon die Frauengestalten auf den Marken der älteren Muster Blanc, Mouchon und Säerin tragen. Im Einzelnen handelt es sich um folgende Ausgaben, die nach den Entwerfern, zusätzlichen Motiven oder anderen Charakteristika der Ausgabeumstände benannt werden:

## Ausgaben
1. Marianne d’Alger oder Marianne de Fernez (1944–1945): Diese Marken wurden vom CFLN in Algier in Auftrag gegeben. Entworfen von Louis Fernez und graviert von Charles Hervé, zeigen sie einen Frauenkopf mit phrygischer Mütze im Profil nach rechts, zusätzlich mit einem Olivenzweig bekränzt, auf farbigem Hintergrund zwischen Zweig-Ornamenten im Rahmen.
2. Marianne de Dulac oder Marianne de Londres (1944–1947): Diese Ausgabe wurde 1942 auf Bitte von Charles de Gaulle von der britischen Regierung in Auftrag gegeben. Entwerfer und Stecher war Edmond Dulac. Die Marken zeigen das Profil eines Frauenkopfes mit phrygischer Mütze nach links zwischen Ornamenten im Rahmen, links oben „RF“ und rechts oben ein Lothringer Kreuz. Da die Wertstufen sich an den Tarifen von 1942 orientierten, diese sich aber in der Zwischenzeit geändert hatten und nach der Befreiung von Paris der Druck der Vorkriegsserie „Iris“ wieder aufgenommen werden konnte, wurde diese Serie weniger als andere verwendet.
3. Marianne de Gandon (1945–1955): Charles de Gaulle wählte einen Entwurf von Pierre Gandon aus. Die Marken wurden von Henri Cortot gestochen und zeigen einen Frauenkopf mit phrygischer Mütze mit energischem Gesichtsausdruck schräg von rechts vorn. Als Modell diente Gandons Ehefrau Jacqueline.
4. Marianne de Muller (1955–1961): Entworfen von Louis-Charles Muller und gestochen von Jules Piel, zeigen diese Marken einen Frauenkopf mit Lorbeerkranz im Profil, nach rechts einer stilisierten Sonne zugewandt.
5. Marianne à la nef (mit dem Schiff) (1959–1961): Der Entwurf stammt von Andrée Regagnon, die Gravur von Jules Piel. Die Marken zeigen Marianne stehend am Bug eines Schiffes (einer sogenannten Nef). Nur zwei Werte zu 25 alten Franc und (nach der Währungsreform 1960) 25 neuen Centimes sind gedruckt worden, sie entsprachen der damaligen Gebühr für einen einfachen Inlandsbrief.
6. Marianne de Decaris (1960–1965): Der einzige Wert dieser Ausgabe zu 25 centimes (Gebühr für einen einfachen Inlandsbrief bis 1965, dann für eine Inlandspostkarte) wurde von Albert Decaris entworfen und von Jules Piel gestochen. Er zeigt einen Frauenkopf ohne Mütze oder sonstigen Kopfschmuck schräg von links vorn, gedruckt in grau vor einem weinroten Hintergrund.
7. Marianne de Cocteau (1961–1967): Der Entwurf von Jean Cocteau, gestochen von Albert Decaris, zeigt in Strichzeichnung einen Frauenkopf mit phrygischer Mütze im Profil nach links vor einem Hintergrund aus französischen Fahnen. Nur ein Wert vom 0.20 F erschien, der bis 1965 für Inlandspostkarten, danach für Inlandsdrucksachen Verwendung fand.
8. Marianne de Cheffer (1967–1971): Entworfen von Henry Cheffer und gestochen von Claude Durrens, zeigen diese Marken einen Frauenkopf mit Ährenkranz im Profil nach links auf farbigem Grund. Bei dieser Ausgabe wurden die Kennfarben grün und rot für nicht eilige und normal eilige Sendungen eingeführt.
9. Marianne de Béquet (1971–1978): Diese Marken, entworfen von Pierre Béquet, zeigen ein vergleichsweise kleines Profil der Marianne mit phrygischer Mütze nach links auf farbigem Hintergrund, dafür aber sehr große Wertziffern, damit bei Gebührenänderungen der Wert der Briefmarke leichter erkannt werden konnte.
10. Marianne de Briat oder Marianne du Bicentenaire (1989–1999): Aus den im Jahr 1989 eingereichten Entwürfen wählte Präsident François Mitterrand den von Louis Briat aus, der vom Stecher Claude Jumelet umgesetzt wurde. Die Marken zeigen ein computergeneriertes Porträt der Marianne mit einer Kokarde an der phrygischen Mütze, drei senkrechte Streifen erinnern an die französische Flagge. Da die Augen im Schatten liegen und dadurch blind erscheinen, wurde der Entwurf von der Öffentlichkeit kühl aufgenommen.[1]
11. Marianne de Luquet oder Marianne du 14 juillet (1997–2005): Der Entwurf von Eve Luquet wurde 1996 von einer Jury und dem Präsidenten Jacques Chirac ausgewählt und von Claude Jumelet umgesetzt. Marianne, wiederum mit einer Kokarde an der phrygischen Mütze, ist schräg von links vorn gezeigt, über ihrem Kopfbild stehen die Worte „liberté / égalité / fraternité“ in Schreibschrift. Marken dieses Musters kommen mit den Landesbezeichnungen „République Française“ und „RF“ vor. Während der Laufzeit dieser Serie wurde die Währung von Francs auf Euro umgestellt. Dies spiegeln auch die erschienenen Wertstufen wider.
12. Marianne de Lamouche oder Marianne des Français (2005–2008): Präsident Chirac wählte einen Entwurf von Thierry Lamouche aus, der das Kopfbild der Marianne im Profil nach rechts oben gewandt und wie eine Blume aus Blättern erwachsend zeigt. Auch die Kokarde wirkt wie eine Blüte. Das Kopfbild ist von zwei stilisierten Vögeln begleitet. Auch dieser Entwurf wurde von Claude Jumelet gestochen.
13. Marianne de Beaujard oder Marianne et l’Europe (2008–2013): Aus Anlass der 2008 beginnenden französischen Ratspräsidentschaft der EU wurde 2007 auf Betreiben von Präsident Nicolas Sarkozy ein Wettbewerb für ein neues Marianne-Motiv ausgeschrieben. Der angenommene Entwurf von Yves Beaujard, der auch Stecher der Marken ist, zeigt in einer eher klassischen Manier das Kopfbild mit Mütze, aber ohne weitere Abzeichen, nach links gewandt mit wehenden Haaren, umgeben von fünfzackigen Sternen.
14. Marianne de la Jeunesse oder Marianne de Ciappa et Kawena (seit 2013): Im März 2013 verkündete Präsident François Hollande die Auswahl eines Entwurfs von Olivier Ciappa und David Kawena. Marianne ist im Porträt mit leicht zur Seite gewendetem Kopf, phrygischer Mütze mit Kokarde und auf Kinnhöhe erhobener Hand dargestellt. Kontroversen kamen auf, da das Markenbild – außer von Comics, Mangas und verschiedenen Frauengesichtern – nach den Worten eines der Entwerfer unter anderem von Bildnissen der politischen Aktivistin Inna Schewtschenko inspiriert ist,[2] was der andere Entwerfer jedoch bestreitet. Die meisten Marken dieser Ausgabe zeigen rechts unten die Silhouetten zweier ballspielender Kinder, die Marke für „Lettres verts“ (uneilige Briefe) jedoch einen Baum und die für „Lettres en ligne“ (elektronisch an die Post zur Zustellung übermittelte Briefe) ein At-Zeichen.
15. Marianne l'engagée (seit 2018): Präsident Emmanuel Macron wählte den Entwurf der französisch-englischen Künstlerin Yseult Digan aus, der in einer Vorauswahl auf dem zweiten Platz lag. Das Bild soll eine „entschlossene, energische, im 21. Jahrhundert verwurzelte“ Marianne darstellen. Die ersten Marken der neuen Serie wurden am 23. Juli 2018 verkauft.[3] Die Abbildung eines Frauenkopfes im nach rechts gewandten Profil mit unter der phrygischen Mütze hervorwallenden, lebhaften und an ein Gorgonenhaupt erinnernden Locken wurde von der Post als ein Ausdruck des Feminismus angesehen, was aber aus historischer und feministischer Sicht kritisiert und vielmehr als „erzklassische Darstellung der radikalen Marianne“ bezeichnet wird.[4]

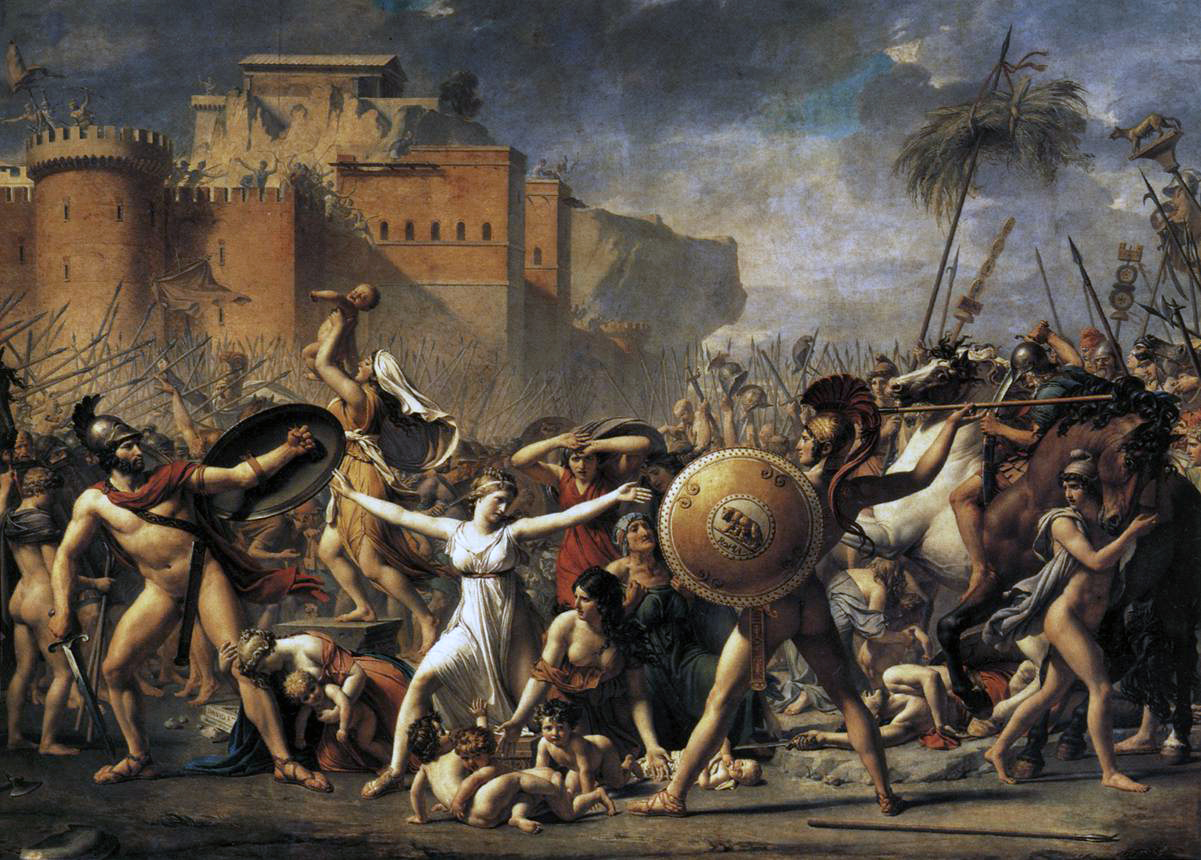
Gemälde „Die Sabinerinnen stürzen sich zwischen die Fronten“

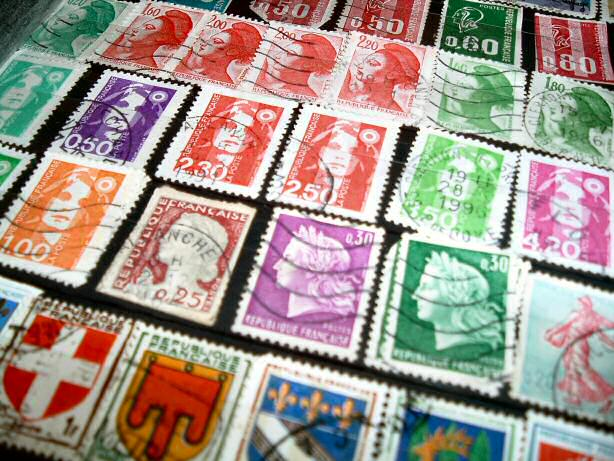
Französische Briefmarken: Die oberste Zeile sowie die dritte und vierte zeigen verschiedene Marken der Marianne-Ausgaben, die zweite Zeile einige Marken der Ausgabe „La Liberté de Gandon“.

Außerdem können die Ausgaben „Sabine de Gandon“ (1977–1981) mit dem Kopfbild der Hersilia aus dem Gemälde „Die Sabinerinnen stürzen sich zwischen die Fronten“ von Jacques-Louis David und „La Liberté de Gandon d'après Delacroix“ (1981–1989), die den Kopf der eine phrygische Mütze tragenden Freiheitsfigur nach dem Gemälde „Die Freiheit führt das Volk“ von Eugène Delacroix zeigt, dazugezählt werden. Beide sind Werke des Entwerfers der Ausgabe 1945–1955.
Es hat sich eingebürgert, dass nach jeder Wahl eines Staatspräsidenten aus eingereichten Vorschlägen ein neues Muster für die Freimarken ausgewählt wird.

## Marken ohne Wertangabe
Seit den 1990er Jahren werden Briefmarken dieser Serien ohne Wertangabe herausgegeben, die durch ihre Farbe den Verwendungszweck bei Einzelfrankatur angeben, für den sie permanente Gültigkeit besitzen. Bei Mischfrankaturen werden sie zum jeweils aktuellen Verkaufspreis angerechnet. Zunächst betraf dies nur die roten Marken für einfache Briefe und Postkarten normaler Dringlichkeit (Prioritaire). Später erschienen auch Marken ohne Wertangabe in grün für weniger eilige Sendungen (Écopli/Économique) und in blau für Sendungen in die Europäische Union und die Schweiz.